# Бетини (Форли-Чезена)
Бетини је насеље у Италији у округу Форли-Чезена, региону Емилија-Ромања.
Према процени из 2011. у насељу је живело 48 становника. Насеље се налази на надморској висини од 19 м.